# Eselsberg (Landschaftsschutzgebiet)

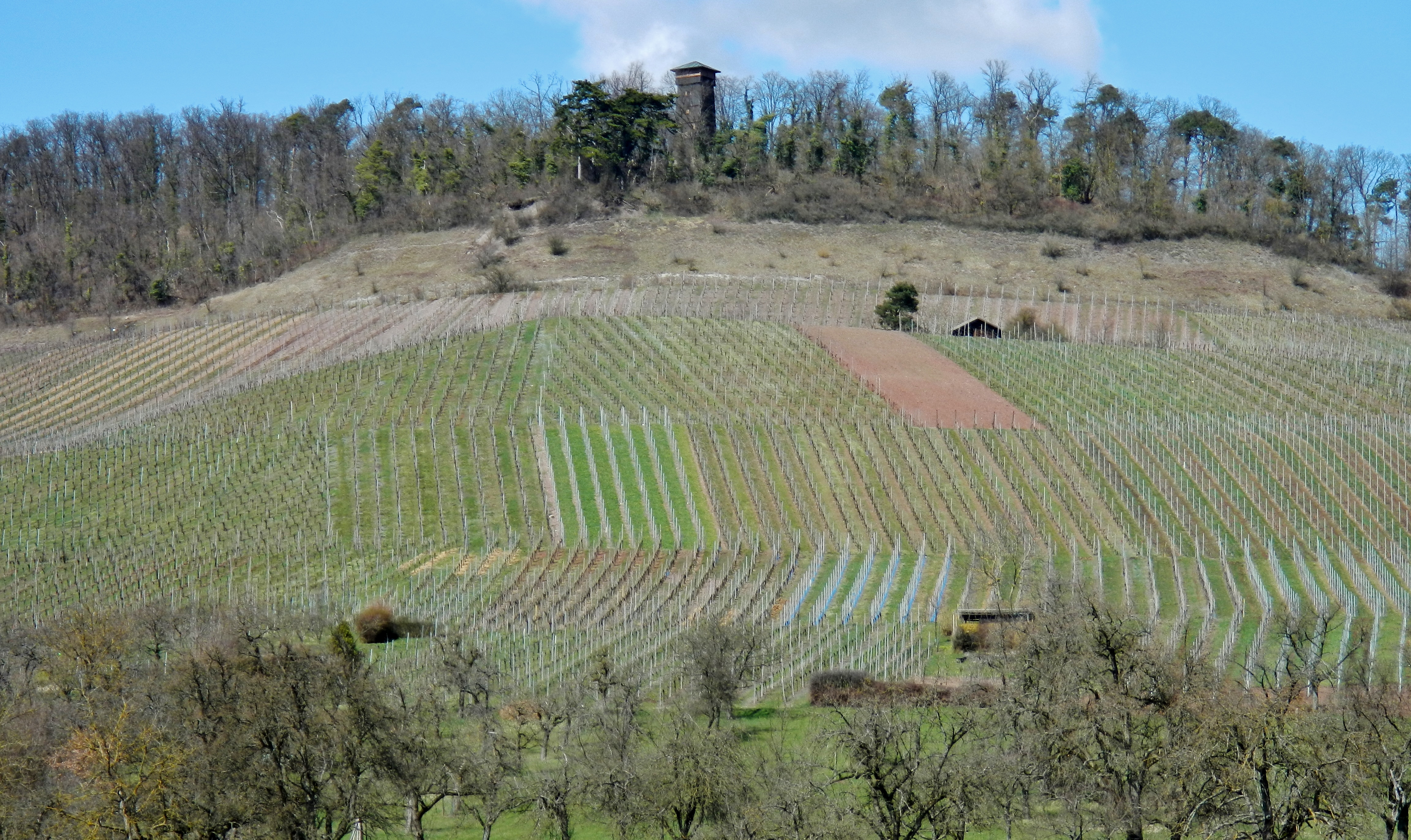
Ehemaliges Landschaftsschutzgebiet Eselsberg im Jahr 2013

Der Eselsberg war ein 159 Hektar großes Landschaftsschutzgebiet auf dem Gebiet der Stadt Vaihingen an der Enz im Landkreis Ludwigsburg in Baden-Württemberg. Es wurde am 15. Oktober 1949 vom Landratsamt Vaihingen ausgewiesen. Mit der Ausweisung des Naturschutzgebiets Seehau, Eselsburg, Bartenberg und Ensinger See mit angrenzenden Gebieten am 18. Dezember 1991 wurde die Verordnung aufgehoben und das Landschaftsschutzgebiet in das neue Schutzgebiet integriert.
Es umfasste den Eselsberg nördlich von Ensingen.